# Startgewicht
Das Startgewicht (offiziell: Startmasse, auch: Abfluggewicht bzw. Abflugmasse) eines Fluggeräts ist das Gewicht, das der Flugkörper im Moment des Lösens vom Boden oder von einem Trägersystem besitzt. Es setzt sich aus dem Rüstgewicht (Rüstmasse) und der Zuladung zusammen. 
Während des Fluges verringert sich das Gewicht eines Flugkörpers mit Verbrennungsmotor durch dessen Kraft- und Schmierstoffverbrauch ständig, was bei Luftschiffen eine Herausforderung ist (Auftriebsausgleich) und teils durch Auffangen des erzeugten Wassers aus den Abgasen gekontert wurde. Flugzeuge müssen die Trimmung korrigieren.
Das maximal zulässige Startgewicht hingegen ist das höchste zulässige Gewicht, bei dem sich der Flugkörper unter gegebenen äußeren Bedingungen hinreichend sicher vom Boden oder Trägersystem lösen kann.